# Бершадский, Сергей Александрович
Сергей Александрович Бершадский (1850—1896) — российский историк, юрист, экстраординарный профессор кафедры истории и философии права Санкт-Петербургского университета.

## Биография
Родился в семье православного священника в Бердянске: по информации «Биографического словаря профессоров и преподавателей Императорского С.-Петербургского университета» (СПб., 1896) — 18 (30) марта 1850, по информации «Петербургского некрополя» (СПб., 1912) — 20 марта (1 апреля) 1850 года. Его прадед со стороны матери, Ковалевский, был гетманом казаков. В детстве он рос в антисемитской атмосфере, которая впоследствии и вызвала у него устойчивый интерес к евреям и их культуре.
Окончил Керченскую Александровскую гимназию в 1868 году, и юридический факультет Новороссийского университета в 1872 году.
Выдержал в 1876 году в Санкт-Петербурге экзамен на степень магистра государственного права и в 1877 году был приглашён для чтения лекций во вновь преобразованной Военно-юридической академии. Читал лекции в Санкт-Петербургском университете по истории философии права (1878—1883). Защитил в 1883 году диссертацию под заглавием «Литовские евреи, история их юридического и общественного быта от Витовта до Люблинской Унии, 1388—1569»; утверждён штатным доцентом по кафедре энциклопедии и истории философии права.
В 1885 году был приглашён в Александровский лицей преподавателем полицейского права, с 1888 года преподавал историю русского права.
Автор ряда работ о жизни евреев в России. В печати дебютировал на страницах «Еврейской библиотеки», затем публиковался в «Восходе», «Журнале Министерства народного просвещения», «Киевской старине».
Умер 21 февраля (4 марта) 1896 года в Санкт-Петербурге. Похоронен на Смоленском православном кладбище.
Член Киевского общества летописца Нестора

## Труды
- «Литовские евреи. История их юридического и общественного положения в Литве, 1388—1569» (СПб., 1883) Том 1. Том 2.;
- «Документы и регесты к истории Литовских евреев» (СПб., 1882);
- «А. Е. Ребичкович, подскарбий В. К. Литов.» (Киев, 1888);
- «Еврей король польский» (СПб., 1890).